# ソフトビニール
ソフトビニール (soft vinyl) とは、ポリ塩化ビニルを金型に流し込んで加熱することにより、ゲル化して得られる中空の成形品のこと。ソフビと略されることもある。

## 概要
ソフトビニールは、字義上は軟質のポリ塩化ビニル（塩ビ、PVC）全般をさす言葉であるが、通常はその中で特にスラッシュ成型と呼ばれる方法で加熱重合させて作られる中空の成形品をさす場合が多い。1950年代に発火の危険性から玩具への使用が規制されたセルロイドに替わるものとして用いられ始めて以降、人形などの玩具に広く使用されている。金型を用いるため、大量生産が可能である。中空の成形品を熱で柔らかいうちに脱型するため、ある程度の逆勾配があっても型を分割せずに成形できることから、原型にはロウを用い、熱で融かして金型から取り出す。
ソフトビニールは幼児や女児向けの人形に使われることが多かったが、1960年代後半の第一次怪獣ブーム時にマルサン商店が発売したソフトビニール製の怪獣の人形はブームに乗って大ヒットを記録し、注目を集めた。以後、ヒーローや怪獣などの男児向けのキャラクター人形は、女児向けのファッションドールなどとともに定番の玩具となっている。また、1980年代に現れたガレージキットというマニア向けの模型でも、同年代中盤以降には怪獣やアニメのヒロインなどのフィギュアを中心にソフトビニール製キットが作られている。1990年代前半には、アメリカでも日本製キットの影響を受けて多くのソフトビニール製ガレージキットが作られた。
金型とはいえ熱により多少劣化するため、1つの金型で生産可能なのは1,000個程度とされる。ガレージキットとしては十分な量であるが、玩具として大量生産を行う場合には、あらかじめ最初の金型（元型）で成形したソフトビニール製の部品を原型として、量産用の金型（増し型）を作成する。成形時の収縮のため、量産品は元型で成形したものより一回り小さくなる。生産が長期間に渡る場合や復刻版などですでに元型が失われている場合には、量産品を原型として再度金型を作ることもあり、製品はさらに小さくなる。
ある程度逆勾配でも成形できるが、あまりに小さな穴から大きな製品は抜けない。脱型の際に一度変形することもあり、幾何学形状などを正確にコピーするのは難しく、特に平面は歪みやすい。湯などで熱することにより、脱型時の変形をある程度までは取り除くことができる。また、中空成形が原則であり、材質も軟らかいため、薄いものや細いものの成形は難しく、事後変形も起こしやすい。
ビニール用接着剤や瞬間接着剤で接着可能であるが、人形などの玩具の組み立てには主に間着（かんちゃく、嵌着）と呼ばれる独特の接合法が用いられる。間着は部品端部にくびれを設け、本体に開けたくびれと同じ径の丸穴に熱で柔らかい状態ではめ込み、回転可能な関節を形成する。単純であるものの丈夫な接合法であるため、子供が多少手荒に扱っても、簡単には外れたり破損したりしない。

## 製造法
ソフトビニール製の人形などは、まず蝋型と呼ばれるロウ製の雄型を製作する。次に、蝋型の表面に硝酸銀の還元反応によって銀メッキを施すことにより、導電化する。その後、電鋳で塩化銅水溶液中で蝋型を＋極、銅板を－極に接続して直流電流を流すことにより、型に銅を積層する。ある程度厚くなったら中のロウを融かして除去する。その後、薄い部分を補強して取っ手をつけて金型が完成する。
ソフトビニールの生産工程はスラッシュ成型と呼ばれ、塩化ビニルのゾルを金型に入れてオイルヒーターで加熱することにより、ゲル化させる。型に原料を流し込んで充分に型にまわして加熱し、薄皮ができたあたりで内部の未反応の原料を取り除く。再度加熱して完全に固化させた後、引き剥がすように取り出すと中空の製品ができる。温度管理と加熱時間に注意する必要があり、加熱時間が長いと内部まで重合して取り出せなくなる。
玩具として作られる場合は、蝋型は原型師と呼ばれる職人が資料や見本を参考に直接造形する場合が多いが、ガレージキットの場合はモデラーが造形した原型をシリコーンゴムなどで型取りし、ロウで複製したものが使用される。ただし、ロウに複製するとエッジなどのシャープさが失われるため、一部のガレージキットではロウに置き換えず、レジン製の複製品にメッキを行って金型を作成し、高温に熱してレジンを劣化させたうえで破壊して取り出す、「焼き出し」と呼ばれる方法が取られる。

## 環境ホルモン問題
20世紀末に社会問題となった、いわゆる「環境ホルモン問題」において、ソフビに含まれる可塑剤の環境に与える影響（のちに追加実証により無害が実証された。ポリ塩化ビニル、内分泌攪乱物質を参照）があるとして、それまでのソフビに含まれていた可塑剤「フタル酸エステル」が問題視され、以降は「熱可塑性エラストマー」が使用されている。